# 桓邵
桓邵（？—208年），疑字元將。東漢末沛國人，後因得罪曹操被曹操所殺。

## 生平
桓邵早年曾經輕視曹操，曹操擔任兗州牧，陳留人邊讓的言論曾觸怒曹操，曹操於是殺了邊讓，並夷其族。沛國相袁忠、名士桓邵都因為辱罵過曹操，心生恐懼逃往交州避難，曹操派使者命令士燮把他們都殺了。桓邵將要被殺時，跪在院子裏求饒，曹操對他説：「難道你覺得你跪下就可以免死嗎！」，仍下令處死桓邵。

## 評論
- 唐 徐夤 《魏》：「伐罪書勳令不常，爭教為帝與為王。十年小怨誅桓邵， 一檄深讎怨孔璋。」